# Aphantochilus rogersi
Aphantochilus rogersi är en spindelart som beskrevs av Octavius Pickard-Cambridge 1870.
Aphantochilus rogersi ingår i släktet Aphantochilus och familjen krabbspindlar. Inga underarter finns listade i Catalogue of Life.